# Argyrophis bothriorhynchus
Argyrophis bothriorhynchus är en ormart som beskrevs av Günther 1864. Argyrophis bothriorhynchus ingår i släktet Argyrophis och familjen maskormar. Inga underarter finns listade i Catalogue of Life.
För individerna som användes vid artens vetenskapliga beskrivning angavs att de kom från Malackahalvön. Denna uppgift antas vara felaktig. Senare hittades exemplar i Assam och Haridwar i nordöstra Indien samt i Nepal som troligtvis föreställer arten. Alla informationer angående ormens utbredning och habitat behöver bekräftelse. Som andra maskormar gräver den troligtvis i marken och lägger ägg.
Det är inget känt om populationens storlek och möjliga hot. IUCN listar arten med kunskapsbrist (DD).